# Phil Sunkel
Philip Charles Sunkel, Jr. (* 26. November 1925 in Zanesville, Ohio; † 27. Februar 2023 in New York City) war ein US-amerikanischer Jazztrompeter, Flügelhornist, Komponist und Arrangeur des Swing und Cool Jazz.

## Leben
Sunkel spielte vierzehnjährig Kornett, später auch Trompete und besuchte das Konservatorium in Cincinnati. Ab 1950 spielte er zunächst in lokalen Gruppen, danach arbeitete er mit Claude Thornhill, Charlie Barnet und anderen Bandleadern zusammen. 1955 spielte er in der Band von Stan Getz. Seine teilweise von Bix Beiderbecke beeinflusste Spielweise ist auch auf Einspielungen von Junior Bradley, Al Cohn und Don Stratton zu hören. Im Jahr 1956 entstand ein Album mit seiner Komposition Jazz Concerto Grosso; Tony Fruscella nahm verschiedene seiner Arrangements auf. 1958 spielten Gerry Mulligan und Bob Brookmeyer seine Komposition Jazz Concerto Grosso live ein,  danach war Sunkel auch Mitglied in der Gerry Mulligan Concert Jazz Band und bei Billy Ver Planck. In den 1960er Jahren wirkte er bei Aufnahmen von Eddie Lockjaw Davis (Afro Jaws, 1960) und Gil Evans (Out of the Cool, 1960) mit. In den 1980er Jahren war Sunkel noch auf Aufnahmen von Dick Meldonian zu hören.

## Diskografie (Auswahl)
- Phil Sunkel's Jazz Band: Every Morning I Listen to Phil Sunkel's Jazz Band (ABC-Paramount/Fresh Sound Records, 1956) mit Dick Meldonian, George Syran
- Dick Meldonian: Plays Gene Roland Music (Circle, 1981)
- Gerry Mulligan: Mullenium (Columbia, 1946–57); Plays Phil Sunkel's Jazz Concerto Grosso (1958)